# イランにおける同性愛者迫害
イランにおける同性愛者迫害（イランにおけるどうせいあいしゃはくがい）は、イスラーム法（シャリーア）によって同性愛が禁止されていることに由来する。なお、すべてのイスラム教徒が同性愛を敵視しているわけではなく、他宗教同様個人差が大きい。
イランにおける同性愛者の事例を日本が公的に取り扱ったのは、2004年2月25日の東京地裁の難民判決（東京高裁も地裁の判決を支持）であるが、それによれば「カナダ移民局、オランダ外務省、英国移民局などの見解及び、諸外国の裁判例などからは、 『イランにおいては、同性愛ないし同性間性行為は、法律上・宗教上は否定されているにもかかわらず、実際には決して珍しいものではなく、同性間性行為も、それが公然と行われるのでない限り、積極的な取締りの対象となっていないこと、同性間性行為のみによって処刑された例が確認されていないこと、社会的にみても、同性愛の関係が分別のある方法で処理されている限り、嫌がらせの危険も極めて少ないこと』が示されている」とした。
ただし、東京地裁は原告側のイラン国内における同性愛者の「特定の社会的集団」性を主張を受け入れる事はなく、同性愛とは団体による社会活動では無く、個人的なセクシャリティとの立場を取っており、そもそもイランと日本で同性愛に対する考え方が異なっていたともいえる。
また、原告の観点からは重要な、「原告は同性愛者の人権侵害を続けるイランの現体制を批判し、同性愛者に対する法的及び社会的迫害をなくすことを求めるという政治的意見を確立させたものであり、イランに帰国した場合にかかる政治的主張を表明する行動をとったならば、それを理由に迫害を受けるおそれがある」ことについて、ただ「国民の性表現について、いかなる規制を設けるべきであると考えるかは、当該国における風俗、習慣、社会情勢などを背景として形成される国民全体の価値観によって異なるもの」との見解をとり、もし、イランにおいて自由な同性愛肯定の反政府的運動を行ったなら、規制を受ける或いは迫害を受ける可能性があることは否定しなかった。

## マスメディアにおける見解
一方、イギリス・フランス・アメリカを中心に、マスメディアはイランの人権について非難・否定的な評価を下している。また、同性愛については、個人的表現としての同性愛とイラン国内特有の同性愛団体を形成する社会活動者の両方の意味を混ぜていて、明確に区別していない。以下はそうした見解に基づく記事である。
イランでは同性愛は犯罪行為であり、被疑者が同性愛の事実を認めた場合は死刑を含む刑罰で罰せられる。実際に処刑者も数多く出ており、国際社会の厳しい非難を浴びている。 これは、ムハンマドやアリーが同性愛者を処刑したハーディス（伝承）に基づいたイスラーム法の同性愛者処刑規定をそのまま国法としたものである。
イラン国内で同性愛者は性的指向を隠し生活しており、亡命者も数多く出ている。亡命が拒否された場合、イランに送還され死刑に処される危険性もあり、日本や欧州などでこのような亡命者の取り扱いをめぐって時折論争が起こることがある。
前大統領であるマフムード・アフマディーネジャードは、イランにおける同性愛者への迫害を批判された際、『イランに同性愛など存在しない』と切り返した。

## 注記
1. ↑  イランで再び同性愛者男性が処刑
2. ↑  イラン・イスラーム共和国と姦通・同性愛に関する死刑の執行
3. ↑  “チームS・シェイダさん救援グループ”. 2007年10月16日時点のオリジナルよりアーカイブ。2007年10月21日閲覧。
4. ↑  ベガーさん強制送還反対
5. ↑  イラン大統領、講演で「イランに同性愛者はいない」